# Kalwaria (Litwa)
Kalwaria (lit. Kalvarija wymowaⓘ) – miasto na Litwie, położone w okręgu mariampolskim na Suwalszczyźnie. Położone nad rzeką Szeszupą, liczy 5013 mieszkańców (2014), znajduje się na trasie projektowanej autostrady Via Baltica.

## Historia

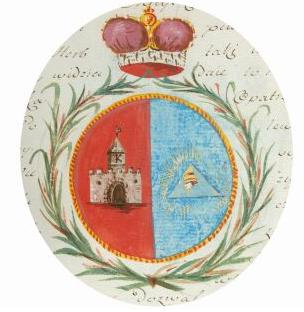
Herb Kalwarii z 1791

Miasteczko istniało tu w czasach króla August II Mocny. Istnieją przesłanki, że miało to miejsce już w 1705 roku. Budowano tu wówczas kościół. Z pewnością miasteczko Kalwaria istniało w roku 1708. W 1713 roku król August II zapewnił uposażenie kościoła. 27 grudnia 1791 król Stanisław August Poniatowski nadał magdeburskie prawa miejskie. Miasto miało herb (Boska Opatrzność na niebieskim tle, z boku na czerwonym tle brama z wysoką wieżą i inicjał K). Kalwaria leżała w granicach powiatu trockiego województwa trockiego Rzeczypospolitej. W 1795 została zajęta przez Prusy w III rozbiorze Polski. W 1807 trafiła w granice Księstwa Warszawskiego, a następnie w 1815 Królestwa Polskiego, w którym była siedzibą wiejskiej gminy Kalwaria i powiatu kalwaryjskiego guberni suwalskiej. W 1897 z populacją 9378 osób była trzecim największym miastem w guberni po Suwałkach i Augustowie oraz największym miastem ówczesnego Królestwa Polskiego leżącym poza współczesnymi granicami Polski.
Miasto znacząco ucierpiało w trakcie I wojny światowej. W latach 1918–1919 stacjonował tu 1 litewski pułk piechoty z artylerią.
W Kalwarii od września 1939 do lipca 1940 istniał obóz dla żołnierzy polskich internowanych po kampanii wrześniowej. Przebywało w nim około 720 internowanych, którzy w lipcu 1940 zostali wywiezieni w głąb ZSRR.

## Zabytki
- klasycystyczny kościół katolicki pw. Najświętszej Maryi Panny, zbudowany w 1840 r., z obrazami z XIX wieku i klasycystyczną bramą w ogrodzeniu
- klasycystyczny zespół zabudowań stacji pocztowej, wzniesiony przy trakcie z Warszawy do Petersburga w 1820 r.
- kościół ewangelicki z XIX w.
- Synagoga Chłodna

## Urodzeni w Kalwarii
- Elchanan Elkes – litewski lekarz, szef Judenratu w kowieńskim getcie,
- Franciszek Nowodworski – polski adwokat, sędzia, pierwszy prezes Sądu Najwyższego i prezes Trybunału Stanu w latach 1922–1924, polityk, publicysta i działacz społeczny,
- Adolf Pepłowski – polski adwokat, powstaniec styczniowy,
- Walery Roman – polski prawnik, działacz państwowy i społeczny II Rzeczypospolitej, w latach 1928–1935 senator II i III kadencji w II RP,
- Stanisław Staniszewski – polski adwokat i polityk.

## Miasta partnerskie
- Dąbrowa Białostocka

## Galeria

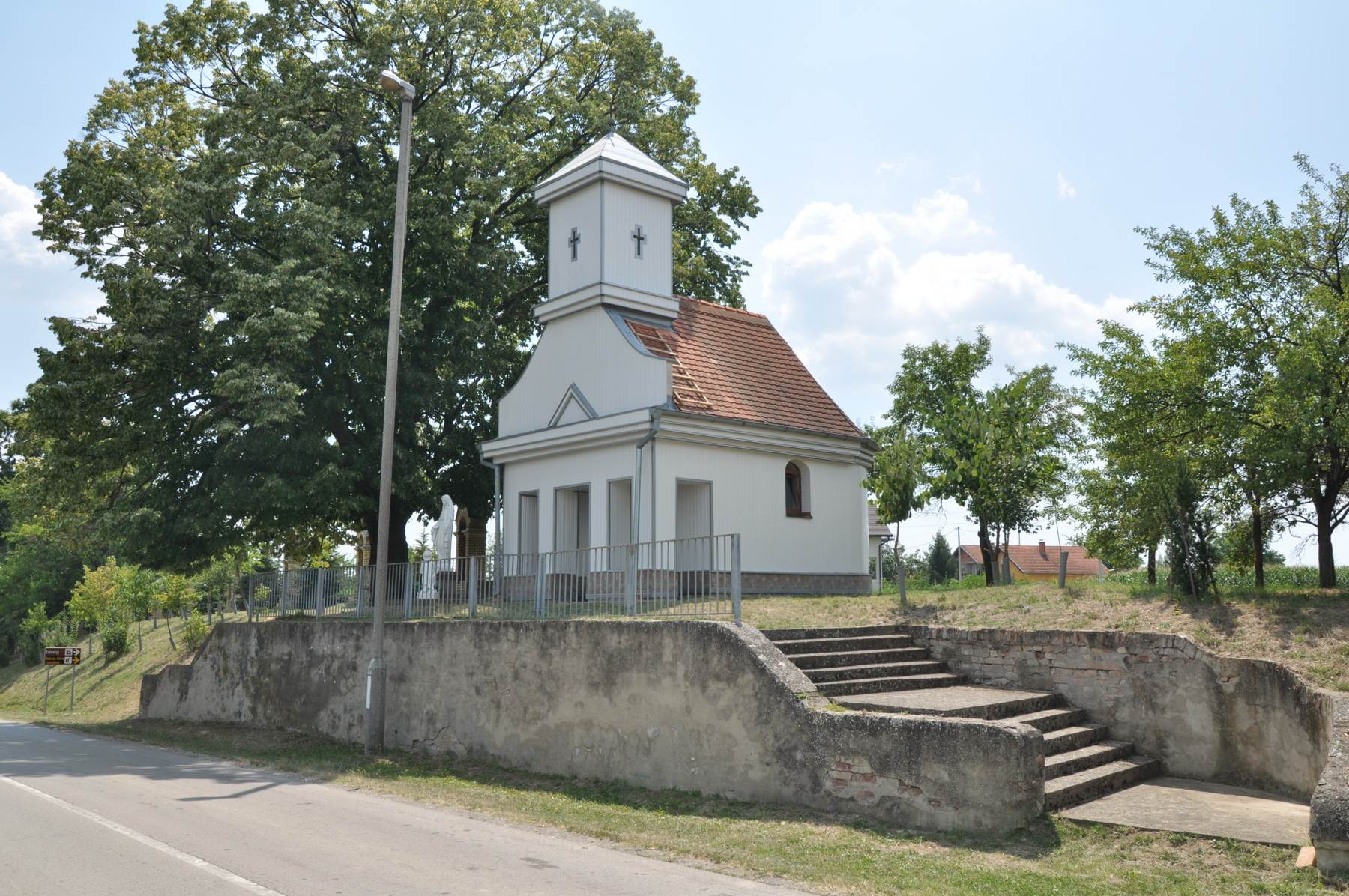
Kaplica
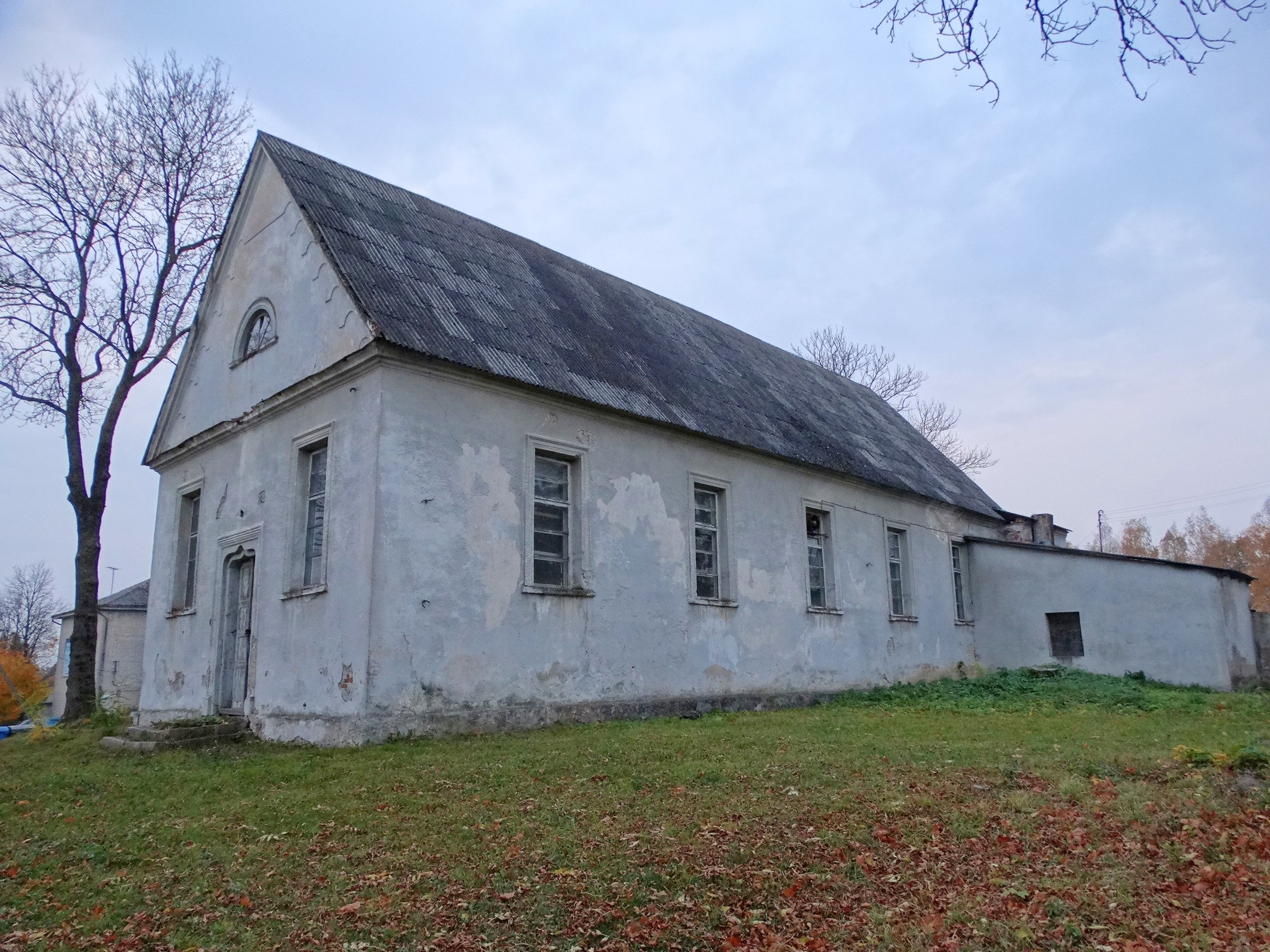
Kościół ewangelicki
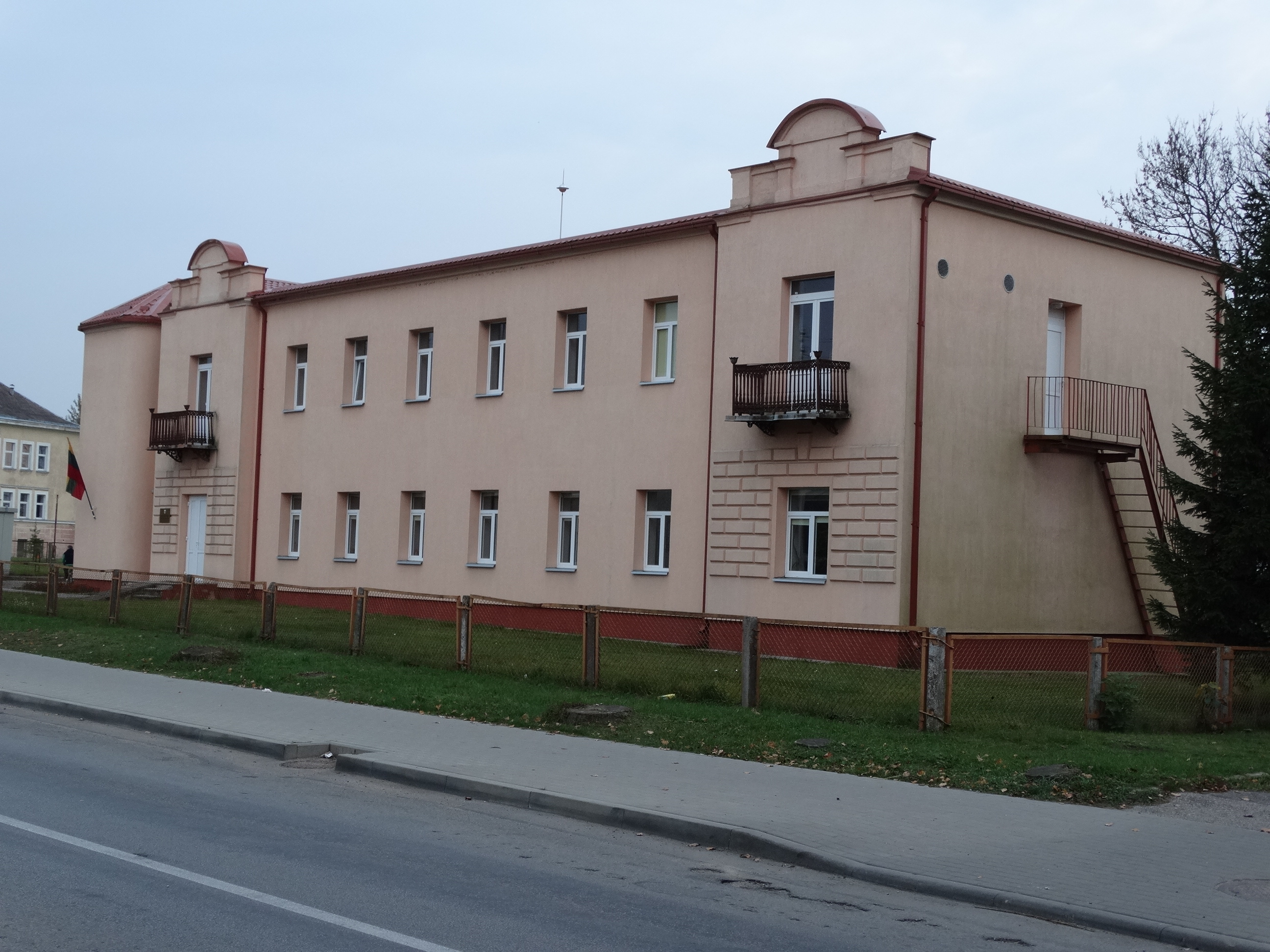
Szkoła dla dorosłych
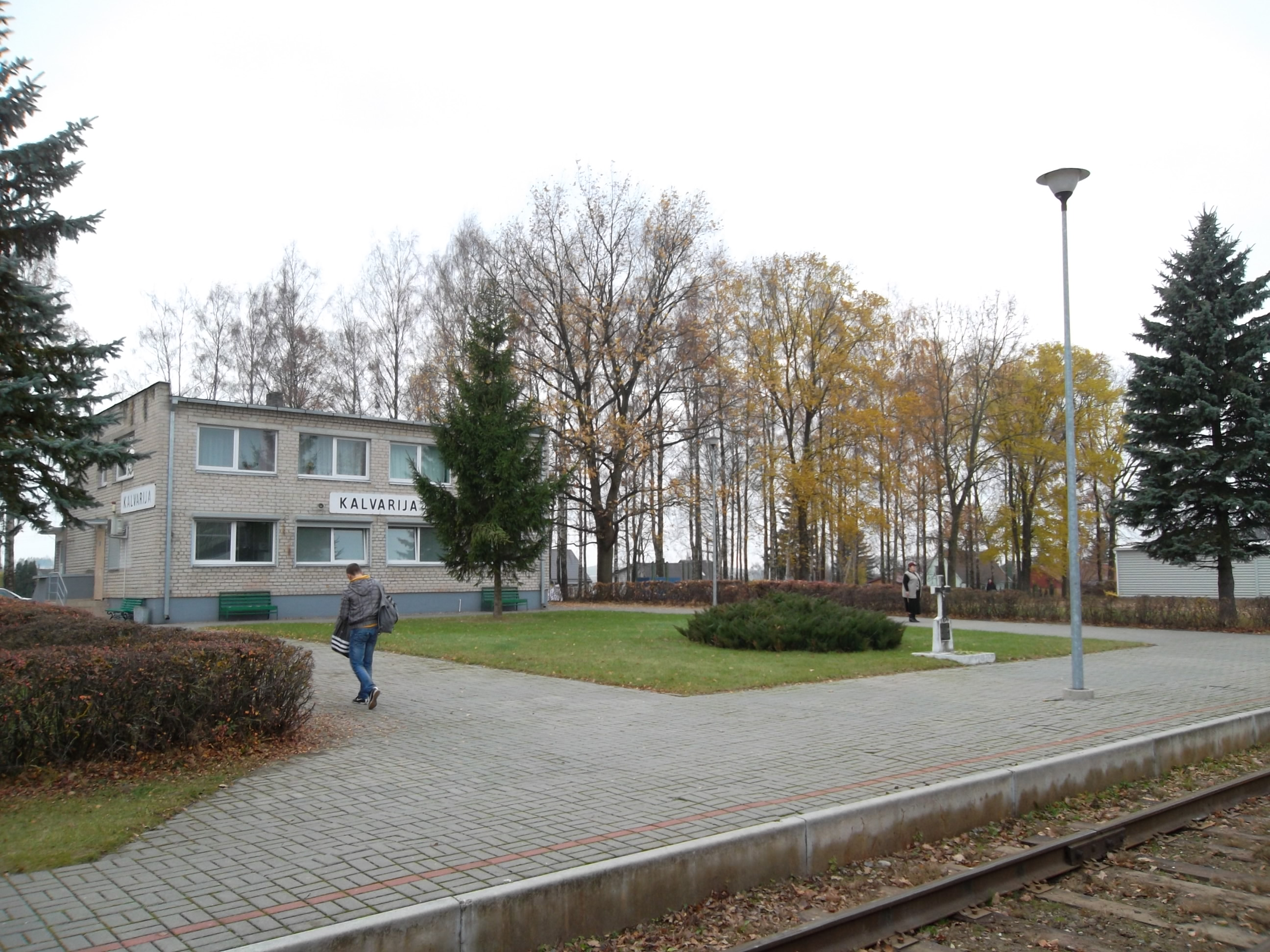
Stacja kolejowa
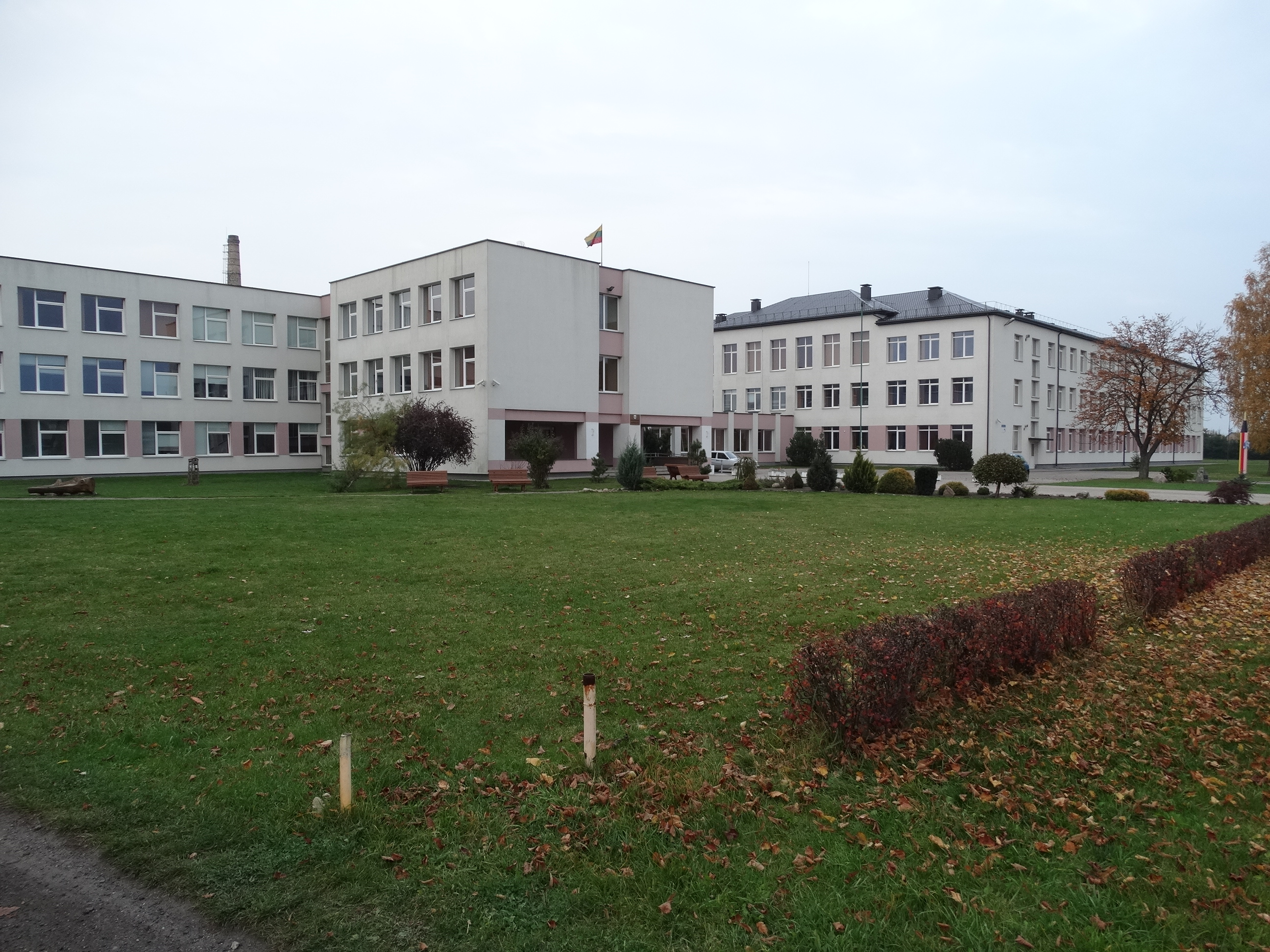
Gimnazjum
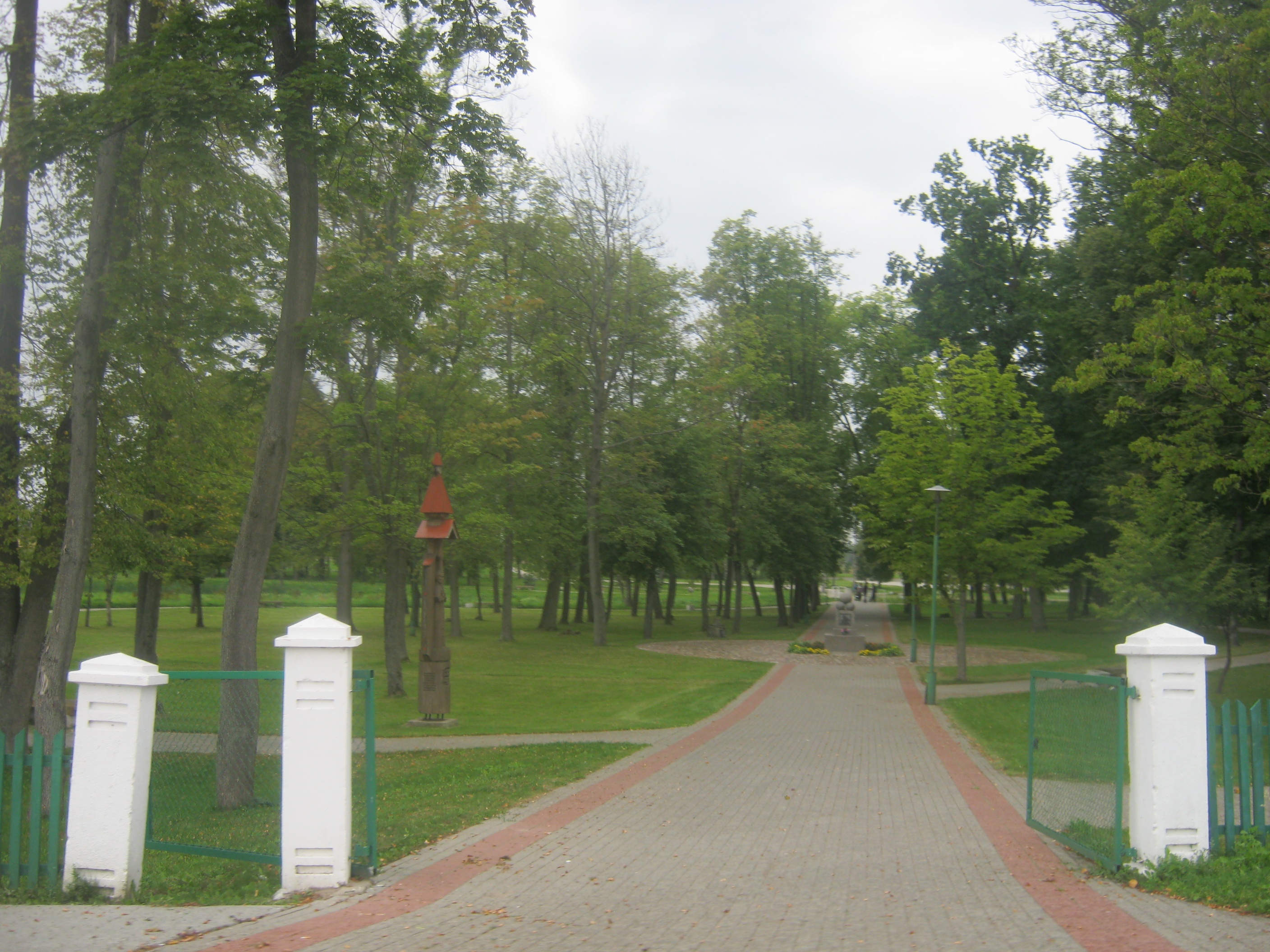
Park